# めがね (映画)
『めがね』は、2007年公開の日本映画。

## 概要
題名に特別な意味はなく、タイトル決定後に登場人物には全員、「めがね」をかけさせることにしたという。荻上直子の前作『かもめ食堂』から多くのキャスト・スタッフを引き継いでいる。浜辺の宿「ハマダ」を舞台に、都会から来た女性が島の人々と触れ合いの中で落ち着きを取り戻していく。鹿児島県与論島で撮影された。
キャッチコピーは、「何が自由か、知っている。」

## ストーリー
春に南の小島をひとり旅で訪れるタエコ。民宿ハマダの住人は主人のユージと、春だけ島に滞在するサクラという女性の二人きりだった。サクラは海辺でかき氷屋を営み、近所の人々に「メルシー体操」なる珍妙な体操を指導する不思議な女性で、どこから島にやって来るのかも不明だった。タエコも「携帯の繋がらない所に行きたかった」とだけ自己紹介して、職業も明かさなかった。
まだ海水浴には早すぎ観光名所もない島で暇を持て余すタエコ。ユージによると人々は「たそがれる」ために島に来るという。人生の一瞬に立ち止まり、何をするでもなくたそがれると言われ、自分はたそがれていないと反発して、何を編むとも決めずに編み物を始めるタエコ。 
毎朝、サクラが枕元まで起こしに来たり、高校教師だというが、いつもぶらぶらしてハマダに入り浸るハルナなど、マイペースで奇妙な人々に振り回され、一度は宿を変えようとするタエコ。だが、近くに一軒だけある民宿は、午前中は農作業、午後は勉強会という道場のような宿だった。慌てて逃げ出し、トランクを引きずりながら民宿ハマダに戻ろうとしたが、遠すぎて座り込むタエコ。そこへ三輪自転車で迎えに来たサクラが、黙ってタエコを荷台に座らせた。
自分なりに「たそがれる」術を身につけていくタエコ。タエコを追って、ヨモギという青年が民宿ハマダに現れた。タエコのことを「先生」と呼ぶが、関係性も出身も不明のタエコとヨモギ。かき氷が苦手なタエコはサクラの店を避けていたが、食べてみると美味しさに病みつきになった。かき氷のお礼に氷屋が氷を置いて行くので、サクラのかき氷は無料だった。その代わりに皆が思い思いの「お礼」を渡したり、楽器を演奏すると聞き、編んでいた編み物を贈るタエコ。
「旅はいつかは終る」と言ってヨモギが帰って行った。梅雨の雨が降り出した頃、サクラも姿を消し、タエコも島を後にした。しかし、翌年の春にユージを手伝って、海辺のかき氷屋の開店準備をするタエコ。そこへ、引きずるほど長い手編みのマフラーを巻いたサクラと、ヨモギまでが帰って来た。

## 登場人物
タエコ
演 - 小林聡美
「携帯電話が通じないところに行きたい」という理由で島にやって来た女性。「ハマダ」に宿泊する。
ハルナ
- 演 - 市川実日子

島の学校の生物教師。島の住人だが、いつも「ハマダ」を訪れては一緒に朝食をとる。
ヨモギ
- 演 - 加瀬亮

タエコを追って島にやって来た青年。タエコのことを「先生」と呼んでいるが、最後まで関係は明かされない。
ユージ
演 - 光石研
浜辺の民宿「ハマダ」の主人の男性。島外の出身で、サクラのカキ氷がきっかけで移住したらしい。
サクラ
演 - もたいまさこ
毎年春に島を訪れてはカキ氷屋を開き、浜辺で「メルシー体操」なる創作体操を指導する謎めいた中年女性。
おばさん
演 - 橘ユキコ
おじさん
演 - 中武吉
女性
演 - 荒井春代
氷屋
演 - 吉永賢
サクラのカキ氷屋に通う氷屋。代金がわりに氷を提供している。
少女
演 - 里見真利奈
サクラのカキ氷屋に通う少女。代金がわりに折り紙をくれる。
森下
演 - 薬師丸ひろ子
島のもう一つの宿泊施設「マリンパレス」の経営者。午前は農作業、午後は勉強に励むという変わったホテルだったため、タエコはすぐに引き払ってしまう。
エンドロールでは「めがねの友達」とクレジットされている。
犬のコージ
演 - ケン
「ハマダ」で飼われている犬。

## スタッフ
- 監督・脚本：荻上直子
- 企画：霞澤花子
- エグゼクティブプロデューサー：奥田誠治、木幡久美
- プロデューサー：小室秀一、前川えんま
- アソシエイトプロデューサー：オオタメグミ
- 撮影：谷峰登
- 照明：武藤要一
- 録音：林大輔
- 編集：普嶋信一
- スクリプター：天池芳美
- 美術：富田麻友美
- 音楽：金子隆博
- 音楽プロデューサー：丹俊樹
- スタイリスト：堀越絹衣
- ヘアメイク：宮崎智子
- 主題歌：大貫妙子
- 編み物：タカモリ・トモコ
- フードコーディネーター：飯島奈美
- 体操：伊藤千枝（珍しいキノコ舞踊団）
- 写真：高橋ヨーコ
- 製作委員会（めがね商会）メンバー：NTV、VAP、シャシャ・コーポレイション、パラダイス・カフェ、日活

## DVD
- めがね(3枚組)ASIN: B00120HXCU